# Eleocharis pellucida
Eleocharis pellucida är en halvgräsart som beskrevs av Jan Svatopluk Presl och Karel Presl. Eleocharis pellucida ingår i släktet småsäv, och familjen halvgräs.

## Underarter
Arten delas in i följande underarter:
- E. p. japonica
- E. p. pellucida
- E. p. sanguinolenta
- E. p. spongiosa

## Bildgalleri

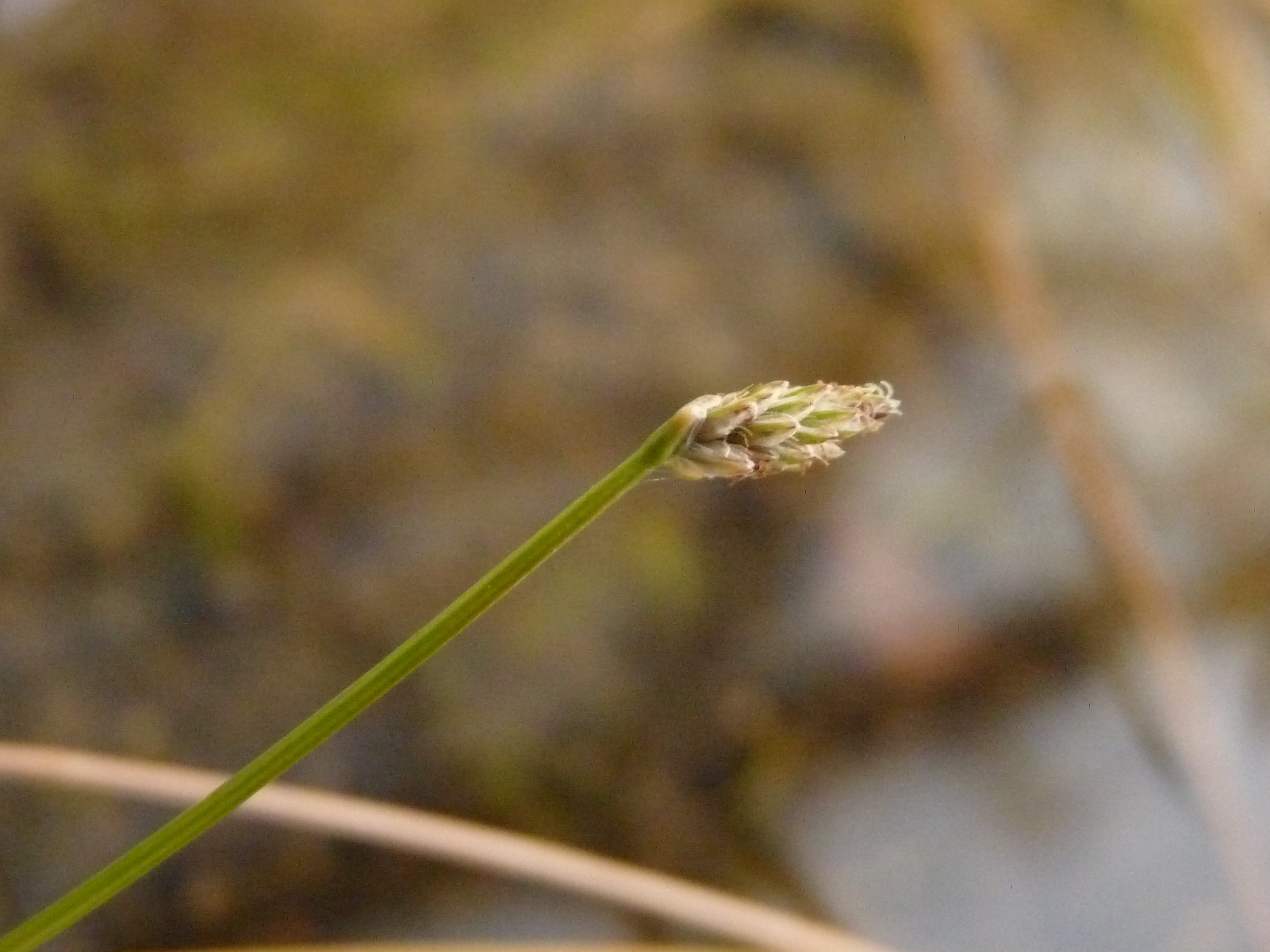